# Uroptychus similis
Uroptychus similis är en kräftdjursart som beskrevs av Baba 1977. Uroptychus similis ingår i släktet Uroptychus och familjen Chirostylidae. Inga underarter finns listade i Catalogue of Life.